# Morrison Hashii
Morrison Hashii (japanisch 橋井 モリソン Hashii Morrison; * 21. Mai 2001 in der Präfektur Tottori) ist ein japanischer Fußballspieler.

## Karriere
Morrison Hashii erlernte das Fußballspielen in den Jugendmannschaften vom Syushou SC, Gainare Tottori und dem SC Tottori Dreams, in den Schulmannschaften der Gotogaoka Junior High School, der Rissho University Shonan High School sowie  im Hinds Community College in den Vereinigten Staaten. Seinen ersten Vertrag unterschrieb im Januar 2020 beim Al-Hilal United FC in den Vereinigten Arabischen Emiraten. Der Verein aus Al Lisaili spielte in der zweiten Liga des Landes. Am 2. Februar 2021 wechselte er zu Albirex Niigata (Singapur). Der Verein, ein Ableger des japanischen Zweitligisten Albirex Niigata, spielte in der ersten singapurischen Liga, der Singapore Premier League. Sein Erstligadebüt gab Morrison Hashii am 28. August 2011 (17. Spieltag) im Heimspiel gegen Balestier Khalsa. Hier wurde er in der 88. Minute für Ryōya Taniguchi eingewechselt. Albirex gewann das Spiel 4:0. Am Ende der Saison feierte er mit dem Verein die Vizemeisterschaft.